# Giovanni Pintori
 Giovanni Pintori (* 1912 in Tresnuraghes bei Nuoro auf Sardinien, Italien; † 15. November 1999 in Mailand) war ein italienischer Designer und Grafiker, spezialisiert auf Gebrauchsgrafik, Maler und Zeichner. 

## Leben und Werk
Giovanni Pintori lernte und arbeitete von 1927 bis 1929 als Schriftsetzer. Im Jahr 1930 gewann er eines von zwei Stipendien des Consorzio dell’Economia Corporativa (das andere Stipendium ging an Salvatore Fancello) und studierte von 1930 bis 1936 Design und Reklamegrafik am Istituto Superiore per le Industrie Artistiche in Monza. 
Im Jahr 1936 wurde Pintori als Werbedesigner bei Olivetti in Mailand angestellt und war dann von 1950 bis 1967 Leiter der Werbeabteilung von Olivetti.
Pintori entwarf unter anderem die Werbeplakate für die von Marcello Nizzoli gestalteten Rechenmaschinen Elettrosumma 22 und Tekne 3 und die Werbung für Nizzolis berühmte Schreibmaschine Lettera 22. Pintori entwarf auch das Olivetti-Logo und gestaltete zahlreiche Ausstellungen für das Unternehmen. 
Im Jahr 1950 erhielt Pintori die Palma d’Oro und 1957 den Großen Preis der Mailänder Triennale. Im Jahr 1952 organisierte das Museum of Modern Art in New York City eine große Industriedesign-Ausstellung, wo die Arbeiten von Olivetti reichlich vertreten waren. Im Jahr 1953 wird Giovanni Pintori Mitglied der Alliance Graphique Internationale AGI. Im Jahr 1955 erhielt er die Certificate of Excellence of Graphic Arts des Verbandes der amerikanischen Grafiker. Im Jahr 1964 wurden einige von Pintoris Plakaten für Olivetti und die Werbeplakate für die Lettera 22 auf der documenta III in Kassel in der Abteilung Graphik gezeigt.
Im Jahr 1967 ließ sich Pintori als freischaffender Grafiker und Designer nieder und gründete 1968 in Mailand sein eigenes Designbüro. Er arbeitete unter anderem für die Magazine Stile Industria, Fortune, Graphic Design und Horizon und war auch für Pirelli tätig.